# Навчально-науковий інститут морфології ТНМУ
Навчально-науковий інститут морфології Тернопільського національного медичного університету імені І. Я. Горбачевського — структурний підрозділ Тернопільського національного медичного університету імені І. Я. Горбачевського.
Інститут знаходиться в морфологічному корпусі вишу, що є пам'яткою архітектури місцевого значення в Тернополі на вул. Руській, 12 (охоронний номер 232).

## Історія
Навчально-науковий інститут морфології створено за наказом ректора 15 липня 2005 року.

## Керівництво
Директори:

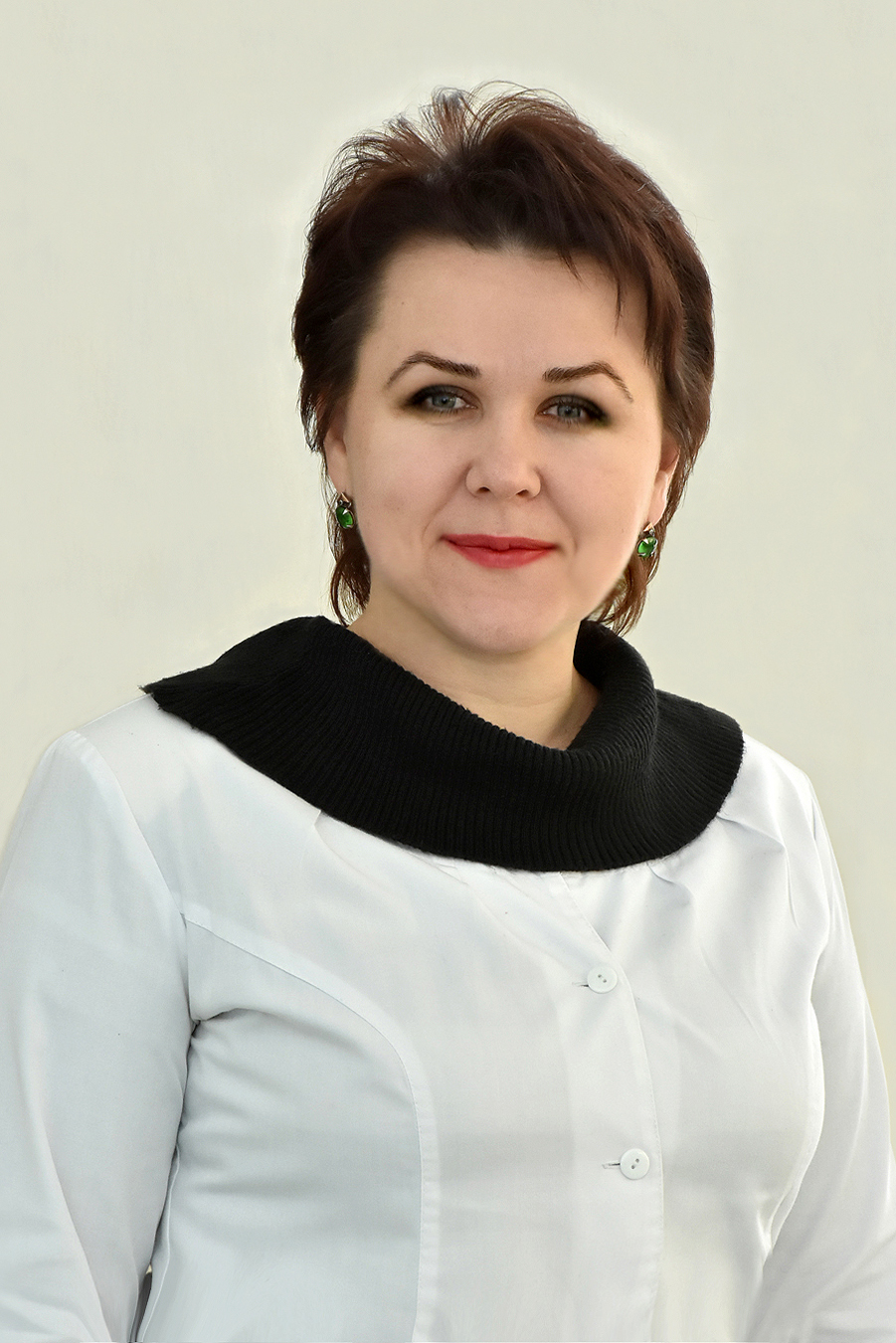
Директор ННІ морфології ТНМУ, доктор біологічних наук, професор Зоя Небесна

- Костянтин Волков, доктор біологічних наук, професор — 2006—2012,
- Ігор Боймиструк, кандитат медичних наук, доцент — 2012 — вересень 2016,
- Зоя Небесна, доктор біологічних наук, професор — від вересня 2016[1].

Заступники директора: з навчальної роботи — доктор біологічних наук, професор Дмитро Вакуленко, з наукової роботи — кандидат медичних наук, доцент Світлана Трач Росоловська.

## Наукова робота
В інституті функціонує наукова загальноінститутська лабораторія з морфогістохімічною, електронномікроскопічною, морфометричною і спектрофотометричною кімнатами.
З 2014 року на базі кафедри анатомії людини проводиться II етап Всеукраїнської студентської олімпіади з анатомії людини.

## Кафедри

### Кафедра анатомії людини
Кафедра анатомії людини створена в 1957 році й розташовувалася спочатку на першому поверсі фізіологічного (нині адміністративного) корпусу ТНМУ.
Завідувачі кафедри:
- А. Верисоцький, доцент — 1957—1958,
- М. Бондаренко — 1958—1959 (тимчасово),
- Микола Полянкін, доктор медичних наук, професор — 1958—1971,
- Володимир Ковешніков, доктор медичних наук, професор — 1972—1984,
- Ярослав Федонюк, доктор медичних наук, професор — 1984—2006
- Ілля Герасимюк, доктор медичних наук, професор — від 2006.

Колектив кафедри (станом на січень 2017): професори — доктори медичних наук Ілля Герасимюк, Антоніна Пришляк, доценти — кандидати медичних наук Парасковія Флекей, Олександра Киричок, Ігор Боймиструк, Борис Ремінецький, Михайло Ющак, Світлана Яворська, Олександра Галицька-Хархаліс, Антон Гантімуров, Іван Пилипко, асистенти — Андрій Мізь, Ростислав Говда, Юрій Гаврищук, Тетяна Геник, Ольга Мартинчук, Олег Гавліч, Володимир Бурий, Тарас Стравський, Ярослав Розновський, аспіранти — Оксана Ільків, Микола Кланца, Оксана Щур, лаборанти — Емілія Кочаровська, Олександра Данилевич, Ольга Кметь.

### Кафедра патологічної анатомії з секційним курсом та судовою медициною
Кафедра патологічної анатомії заснована в 1957 році, а кафедра судової медицини в 1959, які в 1978 об'єднані в єдиний навчальний підрозділ.
Завідувачі кафедри:
- Микола Вальчук, доцент — 1957—1959 (кафедра патологічної анатомії),
- В. Стешиц — 1959—1961 (кафедра судової медицини),
- Онисим Хазанов, доктор медичних наук, професор — 1960—1974 (кафедра патологічної анатомії),
- Анатолій Муханов, кандидат медичних наук, доцент — 1961—1978 (кафедра судової медицини),
- Борис Дубчак, кандидат медичних наук, доцент — 1974—1985 (кафедра патологічної анатомії — до об'єднання, та після об'єднання),
- Анатолій Завальнюк, доктор медичних наук, професор — 1985—1990,
- Юрій Вівалюк, професор — 1990—1994,
- Ярослав Боднар, доктор медичних наук, професор — від 1994.

Колектив кафедри (станом на січень 2017): професори — доктори медичних наук Ярослав Боднар, Петро  Сельський, доценти — кандидати медичних наук Анна Миколенко, Володимир Волошин, Тетяна Головата, Валентин Франчук, Тамара Дацко, Михайло Фурдела, Світлана Трач Росоловська, Юрій Орел, асистенти — Андрій Слива, Олена Гладій, Ігор Юрик, лаборант — Ніна Біланик.

### Кафедра гістології та ембріології
Кафедра гістології заснована в липні 1957 року.
Завідувачі кафедри:
- Інна Тюріна, кандидат медичних наук, доцент — 1957—1977,
- Сергій Сморщок, доктор біологічних наук, професор — 1977—1995,
- Костянтин Волков, доктор біологічних наук, професор — 1995-2019.
- Зоя Небесна, доктор біологічних наук, професор — з 2019.

Колектив кафедри (станом на квітень 2021): професор — доктор медичних наук Зоя Небесна, кандидати медичних наук Олександра Андріїшин, Лідія Якубишина, Лариса Тупол, Світлана Литвинюк, кандидати біологічних наук Андрій Довбуш, Аліна Довгалюк, Соломія Крамар, Олена Шутурма, Олег Грималюк, старший викладач — кандидат біологічних наук Ірина Гетьманюк, асистент Віолетта Кульбіцька, аспірант Наталія Огінська, Олеся Редько, старший лаборант Наталія Зикова, лаборант Світлана Дудар.

### Кафедра оперативної хірургії та клінічної анатомії
Кафедра оперативної хірургії та клінічної анатомії заснована в 1957—1958 навчальному році і спочатку розташовувалась на першому поверсі правого крила фізіологічного корпусу. 
Завідувачі кафедри:
- Цвірко В.К. — 1958—1961.
- проф. Русинов Г.О. — 1961—1968.
- проф. Новиков Ю.В. — 1968—1970.
- доц. Герасимець М.Т. — 1970—1984.
- проф. Вайда Р.Й. — 1984—2001.
- проф. Гнатюк М.С. — з 2001 і донині.

Колектив кафедри (станом на квітень 2021): професори — доктори медичних наук Михайло Гнатюк, Олег Слабий, доценти — кандидати медичних наук Сергій Коноваленко, Тетяна Гаргула, асистенти — кандидати медичних наук — Олег Ясіновський, Мирослав Кріцак, аспіранти — Наталія Монастирська, Наталія Гданська, старший лаборант — Олексій Процайло, лаборанти — Наталія Свитак, Валентина Бондарук.

### Кафедра медичної інформатики
Історія кафедри бере свій початок у 1992 році, коли на кафедрі фізики розпочалося викладання курсу «Основи медичної інформатики». У травні 1998 року відбулася реорганізація кафедри фізики. На її основі створена кафедра медичної інформатики з фізикою і спецобладнанням.
Завідувачі кафедри:
- Арсен Гудима, доктор медичних наук, професор — 1998—2001,
- Василь Марценюк, доктор технічних наук, професор — 2001 — вересень 2014,
- Андрій Семенець — вересень 2014 — грудень 2016,
- Дмитро Вакуленко, доктор біологічних наук, доцент — від грудня 2016.

Колектив кафедри (станом на січень 2017): професор - доктор біологічних наук Дмитро Вакуленко, кандидати технічних наук Андрій Семенець, Н. Климнюк, Н. Кравець, А. Сверстюк, асистент — О. Кучвара, лаборанти — М. Косінська, О. Глушко.